# Янаки Жеков
Янаки (Иван) Жеков, известен и като Терзи Янаки Жеков, е деец на Българското възраждане във Варна, участник в църковните и революционни борби. След Освобождението е почетен общински съветник. 

## Биография
Янаки Жеков е роден през 1819 г. в Ямбол  По време на Руско-турската война (1828 – 1829) семейството се преселва в Болград, Бесарабия, а през 1830 г. се отправя към Варна и се установява там. Янаки Жеков започва работа като слуга. Успява да открие собствен дюкян. Купува къщата на днешната улица „27 юли“ № 11 (през 1935 г. къщата е съборена и на нейно място е построена жилищната кооперация „Виктория“).
Янаки Жеков е един от учредителите на Варненската църковна община, секретар и член на варненския революционен комитет. За революционна дейност е осъден на обесване, но успява да избяга.
По време на Освободителната война в неговата къща пребивават ген. Столипин и ген. Кишелски. След Освобождението е почетен общински съветник.
Синове на Янаки Жеков са Жеко Жеков – кмет на Варна (октомври 1896 – април 1899 г.), Александър Жеков и Михаил Жеков – известен варненски финансист.
Умира на 11 септември 1904 г.